# Пантелимон, Оана
Оана Мануэла Пантелимон (рум. Oana Manuela Pantelimon; род. 27 сентября 1972, Текуч, Галац), в девичестве Мушуною (рум. Mușunoiu) — румынская легкоатлетка, специалистка по прыжкам в высоту. Выступала за сборную Румынии по лёгкой атлетике в 1992—2007 годах, обладательница бронзовой медали летних Олимпийских игр в Сиднее, чемпионка Балкан, чемпионка Румынии.

## Биография
Оана Мушуною родилась 17 сентября 1972 года в городе Текуч, жудец Галац. Занималась лёгкой атлетикой в Бухаресте, проходила подготовку в столичном клубе «Стяуа».
Первого серьёзного успеха на международном уровне добилась в сезоне 1992 года, когда вошла в состав румынской сборной и выступила на молодёжном Кубке Европы в Гейтсхеде, где в зачёте прыжков в высоту стала третьей. Благодаря череде успешных выступлений удостоилась права защищать честь страны на летних Олимпийских играх в Барселоне — в ходе предварительного квалификационного этапа взяла высоту 1,86 метра, чего оказалось недостаточно для выхода в финал.
В 1996 году в прыжках в высоту одержала победу на чемпионате Балкан в Нише.
В 1997 году в той же дисциплине стала серебряной призёркой на чемпионате Балкан в Афинах.
В 2000 году получила серебро на зимнем чемпионате Балкан в Пирее, превзошла всех соперниц на Балканских играх в Кавале. Принимала участие в Олимпийских играх в Сиднее — в финале прыжков в высоту установила свой личный рекорд и разделила третье место со шведкой Кайсой Бергквист — прыгуньи показали одинаковый результат, одинаково взяли высоту 1,99 метров со второй попытки и обе были награждены бронзовыми олимпийскими медалями. За это выдающееся достижение по итогам сезона Пантелимон была награждена национальным орденом «За заслуги» в степени кавалера.
В 2001 году победила на чемпионате Румынии в Бухаресте, взяла бронзу на Франкофонских играх в Оттаве, была девятой на чемпионате мира в Эдмонтоне.
В 2002 году стала восьмой на чемпионате Европы в помещении в Вене, второй на Кубке Европы в Анси, четвёртой на чемпионате Европы в Мюнхене, превзошла всех соперниц на домашних Балканских играх в Бухаресте.
В 2003 году заняла девятое место на чемпионате мира в помещении в Бирмингеме, шестое место на Кубке Европы во Флоренции, завоевала бронзовые награды на чемпионате Балкан в Фивах и на Всемирных военных играх в Катании. На чемпионате мира в Париже в финал не вышла.
В 2004 году прыгала в высоту на чемпионате мира в помещении в Будапеште, получила серебро на чемпионате Балкан в Стамбуле. На Олимпийских играх в Афинах в финале прыгнула на 1,93 метра, расположившись в итоговом протоколе соревнований на седьмой строке.
В 2005 году была девятой на чемпионате Европы в помещении в Мадриде, шестой на Кубке Европы во Флоренции, отметилась выступлением на чемпионате мира в Хельсинки, где выйти в финал не смогла.
В 2006 году среди прочего показала восьмой результат на Кубке Европы во Малаге.
В 2007 году соревновалась на чемпионате Европы в помещении в Бирмингеме и на чемпионате мира в Осаке.
Завершила спортивную карьеру по окончании сезона 2008 года.
Впоследствии ещё неоднократно выступала на ветеранских соревнованиях, проявила себя на тренерском поприще, в частности занималась подготовкой прыгуньи в высоту Даниэлы Станчу.
Замужем за известным румынским фехтовальщиком Габрьелом Пантелимоном, участником двух Олимпийских игр.